# Córrego Santa Lúcia
Córrego Santa Lúcia är ett vattendrag i Brasilien.   Det ligger i delstaten São Paulo, i den södra delen av landet, 800 km söder om huvudstaden Brasília.
Trakten runt Córrego Santa Lúcia består till största delen av jordbruksmark. Runt Córrego Santa Lúcia är det ganska tätbefolkat, med 52 invånare per kvadratkilometer.